# 氢化钇
氢化钇，又称三氢化钇，是一种钇的氢化物，另外一种氢化物是二氢化钇。

## 制备
氢化钇可以由二氢化钇和氢气反应而成。
2 YH2 + H2 -> 2 YH3

## 性质
氢化钇是一种黄色固体， 在 300 °C以上分解。
它是六方晶系的，空间群 P63cm (No. 185)。它的空间群可以被转化成 Fm3m (No. 225) 。

## 反应
氢化钇被研究可以用作中子减速剂。